# Maylandia xanthos
Maylandia xanthos är en fiskart som först beskrevs av Ciccotto, Konings och Stauffer 2011.  Maylandia xanthos ingår i släktet Maylandia och familjen Cichlidae. Inga underarter finns listade i Catalogue of Life.